# Fragaria
Fragaria L., 1753 è un genere di angiosperme appartenente alla famiglia delle Rosacee che comprende una ventina di specie comunemente note come fragole.

## Distribuzione e habitat
Il genere è ampiamente diffuso in America, Europa e Asia.

## Tassonomia

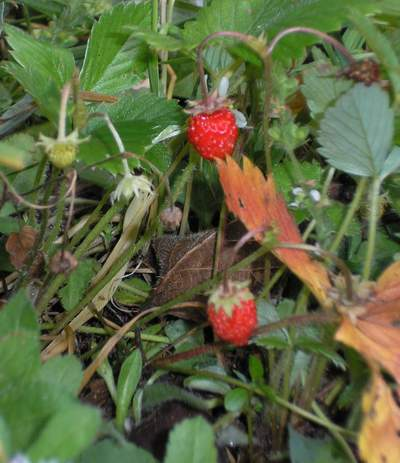
Fragole di bosco
(Fragaria vesca)

Il genere comprende le seguenti specie:
- Fragaria bucharica Losinsk.
- Fragaria cascadensis K.E.Hummer
- Fragaria chiloensis (L.) Mill.
- Fragaria chinensis Losinsk.
- Fragaria corymbosa Losinsk.
- Fragaria daltoniana J.Gay
- Fragaria emeiensis J.J.Lei
- Fragaria gracilis Losinsk.
- Fragaria hayatae Makino
- Fragaria iinumae Makino
- Fragaria iturupensis Staudt
- Fragaria mandshurica Staudt
- Fragaria moschata Duchesne ex Weston
- Fragaria moupiensis (Franch.) Cardot
- Fragaria nilgerrensis Schltdl. ex J.Gay
- Fragaria nipponica Makino
- Fragaria nubicola (Lindl. ex Hook.f.) Lacaita
- Fragaria orientalis Losinsk.
- Fragaria pentaphylla Losinsk.
- Fragaria tibetica Staudt & Dickoré
- Fragaria vesca L.
- Fragaria virginiana Mill.
- Fragaria viridis Weston

Sono inoltre nodi i seguenti ibridi:
- Fragaria × ananassa (Duchesne ex Weston) Duchesne ex Rozier
- Fragaria × bifera Duchesne
- Fragaria × bringhurstii Staudt
- Fragaria × intermedia (Bach) Beck

Le varie specie presentano un'ampia variabilità nel numero cromosomico. La maggior parte sono diploidi (p.es. F. daltoniana, F. vesca) ma esistono specie tetraploidi (F. orientalis), exaploidi (F. moschata), ottoploidi (F. chiloensis) e decaploidi (F. cascadensis).
Di regola, sebbene esistano eccezioni, più coppie di cromosomi conferiscono una maggior robustezza alla pianta, che produce fragole più grandi.

## Usi
Le fragole sono un ottimo dessert; vengono comunemente accompagnate da panna montata, oppure alternativamente da gelato alla vaniglia o ai frutti di bosco. È comune anche prepararle con zucchero e succo di limone, in un bicchiere di vino rosso, oppure vengono mangiate al naturale.

## Avversità

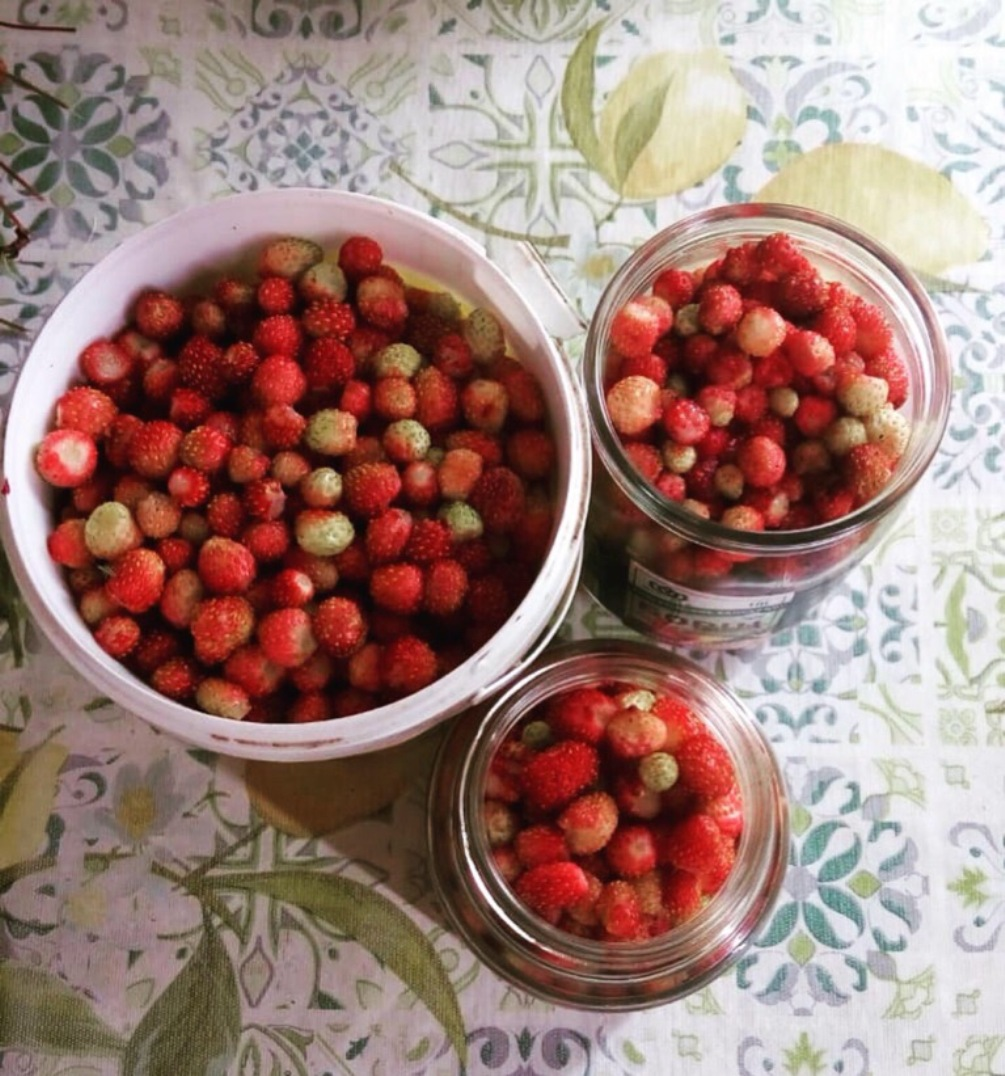
Fragole raccolte in Siberia orientale

Gli insetti più nocivi che colpiscono la pianta della fragola sono: l'afide setoloso della fragola (Chaetosiphon fragaefolii), l'antonomo del lampone e della fragola (Anthonomus rubi), il rinchite della fragola (Coenorrhinus germanicus) e l'oziorrinco della fragola (Otiorrhynchus rugosostriatus ). La fragola è attaccata anche da un acaro, il ragnetto rosso comune (Tetranychus urticae). Tra i funghi vi sono invece la muffa grigia, l'oidio o mal bianco (Sphaerotheca macularis), il marciume bruno (Phytophthora cactorum), la rizottoniosi (Rhizoctonia fragariae [obsoleto], oggi Ceratobasidium cornigerum), la verticilliosi (Verticillium spp.) e la vaiolatura della fragola (Mycosphaerella fragariae).